# Impossible Remixes
Greatest Remix Hits 4 è un album di remix della cantante australiana Kylie Minogue, pubblicato nel 1998. Il disco contiene remix effettuati da brani tratti dal suo sesto album in studio Impossible Princess.

## Tracce
Disco 1
1. Too Far (Brothers in Rhythm mix) – 10:21
2. Breathe (TNT Club mix) – 6:45
3. Did It Again (Trouser Enthusiasts' Goddess of Contortion mix) – 10:22
4. Breathe (Tee's Freeze mix) – 6:59
5. Some Kind of Bliss (Quivver mix) – 8:39

Disco 2
1. Too Far (Junior Vasquez mix) – 11:44
2. Did It Again (Razor n Go mix) – 11:21
3. Breathe (Sash! Club mix) – 5:20
4. Too Far (Brothers in Rhythm dub mix) – 8:31
5. Breathe (Nalin & Kane remix) – 10:11